# GBU-57
Massive Ordnance Penetrator (MOP) GBU-57A/B (Kẻ xâm nhập) là loại bom xuyên phá boong-ke thông minh hạng nặng của Không quân Hoa Kỳ, nặng 30.000 pound (13.608 kg). Nó lớn hơn loại bom phá bunker xuyên thấu sâu nhất trước đó, GBU-28 5.000 pound (2.268 kg). Bom GBU-57 là loại một trong những loại bom có sức công phá lớn nhất thế giới. Bán kính sát thương của quả bom khi kích nổ là hơn 300m. Khi thả xuống các công trình trong lòng đất, độ xuyên phá đạt tới 60 mét đất.

## Thông số kỹ thuật
- Chiều dài: 20.5 ft (6.2 m)
- Đường kính: 31.5 inches (0.8 m)
- Thân bomb nặng: 27,125 lbs (12,304 kg)
- Lượng thuốc nổ: 5,342 lbs (2,423 kg)
- Độ xuyên phá: Theo báo cáo của Không Quân Mỹ, GBU-57 có thể xuyên thủng tối đa 200 ft (60 mét) đất, hoặc 18 mét bê tông cốt thép với ứng suất nén 5,000 psi (MPa) hoặc 8 ft (2,4 mét) bê tông cố thép với ứng suất nén 10,000 psi (60 MPa).